# コララインとボタンの魔女
『コララインとボタンの魔女』（コララインとボタンのまじょ、Coraline）は、2002年出版のニール・ゲイマンの児童文学作品。ヒューゴー賞受賞。
日本では2003年に角川書店より刊行され（訳：金原瑞人、中村浩美）、2010年に文庫化。2009年に3Dストップ・モーション・アニメとして映画化。同年5月にはミュージカル化されオフ・ブロードウェイで公演された。

## あらすじ
ピンクパレスアパートに引っ越してきた少女コラライン。しかし、両親は多忙な仕事で、構ってもらえず、友人も出来ない退屈で孤独な日々を送っていた。そんなある日コララインは、壁に封印された小さなドアを見つけた。ドアを開けて中に入ると、そこは目がボタンの"別の両親"が住むどんな願いも叶う夢の世界だった。コララインは、この世界をすっかり気に入るが、この世界で暮らすには、目をボタンにしなければならないのだった。

## 登場人物
コラライン
本作の主人公。11歳。築150年のピンクパレスアパートに引越してきたお転婆な少女。勇敢で、想像力に富み、好奇心がとても強い。面白そうなものを見つければ、それが何なのか確かめなければ気が済まない性格。新しい町には友達もおらず、忙しい両親は仕事に明け暮れ全然構ってもらえない為、常に不満を抱えている。新しい家を探検していた時に封印された小さなドアを見つけ、開けたことで“現実の世界”によく似た“別の世界”へと迷い込んでいく。
ママ
コララインの母親。園芸雑誌のライターだが、泥が嫌い。家族のリーダーで、いつもピリピリしていて料理も苦手。締め切り間近で仕事が忙しい為に、コララインの世話にはあまり時間が割けないことも多い。
パパ
コララインの父親。ママと同じく園芸雑誌のライターだが、庭いじりが嫌い。いつも締め切りに追われ青白い顔をしている。ママが料理を作れない時は自慢の料理を作る。が、出てくるのはスライム状のものばかり。
黒ネコ
本作のもう一人の主人公。気まぐれなノラネコ。“ドアの向こうの世界”では人語を話す不思議な存在。コララインに助言をすることもある。
ワイビー（ワイボーン）
ピンクパレスの大家の孫。コララインと同じく11歳。コララインを脅かしたり怖い話をしたり、意地と口が悪い少年。コララインが外に出れば、いつも生意気な黒ネコと一緒に後をつけてくる。コララインには“村のストーカー”と呼ばれている。映画版のオリジナルキャラで、原作には一切登場しない。
エイプリル・スピンク
ピンクパレスアパートの半地下に住む、元女優のイギリス人。ミス・フォーシブルとコンビを組んでおり、現在は占い師。太っていて、おっとりしている。死んだ飼い犬に天使の服を着せ、剥製にして飾っている。お茶の葉占いが得意。
ミリアム・フォーシブル
ミス・スピンクとコンビを組む、元女優のイギリス人。ミス・スピンクと同じく占い師。胸がかなり大きく、カツラを着用している。ミス・スピンクとは反対のことを言う。数百年前のタフィーを保管している。
ボビンスキー
ピンクパレスアパートの2階（屋根裏部屋）に住む風変わりなロシア人。トビネズミのサーカスを訓練中だというが、なかなかうまくいかないらしい。腕と足が異常な程長いが、体がとても柔軟である。原作のミスター・ボボ（とハツカネズミ）に相当する人物。
ボタンの魔女(”別のママ”)
封印されていた小さなドアの中に存在する“別の世界”の住人。ゲームが好き。コララインの目をボタンに変えさせるために“別のママ”に姿を変え、欲しがっているものを全て与え、誘惑する。自分の思い通りにならないと凶暴になる一面も。
“別のパパ”
“別の世界”の住人。コララインのために美しい庭を造り上げる。コララインに好意的だが魔女には逆らえない。
“別のワイビー”
“別の世界”の住人。コララインに対し親しげであり、話すことはできない。
“別のボビンスキー”
“別の世界”の住人。トビネズミのサーカスを率いる団長。
“別のミス・スピンク＆ミス・フォーシブル”
“別の世界”の住人。老婆の着ぐるみを脱ぎ捨てて女優に戻り、劇場と化した半地下でテリア犬たちを相手に曲芸を行う。
幽霊の子供たち
かつてボタンの魔女にだまされ、目と魂を奪われてしまった子供たち（背の高い少女、小さな少年、ワイビーの祖母の双子の姉）の幽霊。目を“現実の世界”へ戻さなければ解放されない。

## 映画
2009年にアメリカ合衆国でアニメ映画として、『ナイトメアー・ビフォア・クリスマス』のヘンリー・セリック監督により映像化。日本でも『コララインとボタンの魔女 3D』のタイトルで2010年2月に劇場公開された。また、2Dバージョンも7月に恵比寿ガーデンシネマで公開された。アニー賞では作品賞を含む8部門にノミネートされ、ゴールデングローブ賞アニメ映画賞にノミネートされた。
キャスト
- コラライン・ジョーンズ：ダコタ・ファニング（日本語吹き替え：榮倉奈々）
- メル・ジョーンズ（コララインの母親）／ボタンの魔女：テリー・ハッチャー（戸田恵子）
- チャーリー・ジョーンズ（コララインの父親）／別のパパ：ジョン・ホッジマン（山路和弘）
- 黒猫：キース・デイヴィッド（劇団ひとり）
- ワイボーン・“ワイビー”・ラヴァート：ロバート・ベイリー・Jr（浪川大輔）
- ミス・スピンク：ジェニファー・ソーンダース（小宮和枝）
- ミス・フォーシブル：ドーン・フレンチ（宮寺智子）
- ワイビーの祖母：キャロリン・クロフォード（定岡小百合）
- ボビンスキー：イアン・マクシェーン（斉藤志郎）

スタッフ
- 原作：ニール・ゲイマン
- 監督・脚本・プロダクションデザイン：ヘンリー・セリック
- 製作：ビル・メカニック、クレア・ジェニングス、ヘンリー・セリック、メアリー・サンデル
- 撮影：ピート・コザチク
- 編集：クリストファー・マーリー、ロナルド・サンダース
- 音楽：ブリュノ・クーレ
- コンセプトアート：上杉忠弘